# Richard Taylor (generaal)
Richard "Dick" Taylor (27 januari 1826 – 12 april 1879) was een Amerikaanse politicus, militair, eigenaar van een plantage en militair historicus. Tijdens de Amerikaanse Burgeroorlog nam hij dienst in het Confederate States Army. Hij diende als brigadecommandant in Virginia en als aanvoerder van een leger aan het Trans-Mississippifront. Hij was bevelhebber van het District of West Louisiana en nam het in 1864 op tegen een Noordelijke invasie tijdens de Red Riverveldtocht. Hij was de enige zoon van president Zachary Taylor.

## Vroege jaren
Richard Taylor werd geboren op 7 januari 1826 in Springfield, de plantage van zijn ouders nabij Louisville, Kentucky. Hij was de enige zoon van luitenant-kolonel Zachary Taylor en Margaret Mackall (Smith) Taylor. Hij werd vernoemd naar zijn grootvader Richard Taylor een veteraan van de Amerikaanse Onafhankelijkheidsoorlog. Richard had vijf oudere zussen. Drie ervan, Ann Mackall Taylor, Sarah Knox Taylor en Mary Elizabeth Taylor, overleefden hun kindertijd. De kinderen groeiden op in de verschillende forten waar hun vader gelegerd was tijdens zijn militaire loopbaan. Richard werd naar private scholen gestuurd in Kentucky en Massachusetts. Taylor begon zijn hogere studies aan Harvard College in Cambridge, Massachusetts en vervolledigde ze aan de Yale-universiteit in New Haven, Connecticut waar hij in 1845 afstudeerde. Hij was lid van Skull and Bones, een geheime studentengenootschap.
Bij het begin van de Mexicaans-Amerikaanse Oorlog (1846 -1848) bracht Taylor in juli 1846 een bezoek aan zijn vader in de Mexicaanse stad Matamoros. Hij zou zich als vrijwilliger hebben aangediend om als aide-de-camp te dienen bij zijn vader. Maar hij keerde al snel terug naar de Verenigde Staten na een acute aanval van Reumatoïde artritis. Hij kreeg het beheer in handen over een van de katoenplantages van de familie in Jefferson County, Mississippi. In 1850 kon hij zijn vader (die sinds 1848 diende als president van de Verenigde Staten) overtuigen om een suikerrietplantage te kopen in St. Charles Parish, Lousiana. Toen zijn vader in juli 1850 onverwacht overleed was de suikerrietplantage een deel van zijn erfenis.
Op 10 februari 1851 huwde Taylor met Louise Marie Myrthe Bringier. Ze was de dochter van een rijke familie van Frans-Creoolse afkomst uit Louisiana. Hij bouwde zijn plantage verder uit door het aankopen van nieuwe stukken grond. Hij verbeterde zijn suikermolen en kocht nieuwe slaven tot hij er ongeveer 200 in dienst had. In 1856 mislukte de oogst en moest hij een grote lening aangaan om het hoofd boven water te houden. 
In 1855 nam Taylor deel aan de lokale verkiezingen voor de Whig Party. Hij werd verkozen in de Louisiana State Senate waarin hij zetelde tot in 1861. Tijdens zijn ambtstermijn nam hij afstand van de Whig Party, was korte tijd lid van de Know Nothingpartij en werd uiteindelijk lid van de Democratische partij. In 1860 nam hij deel aan de Democratische conventie in Charleston, South Carolina waar hij getuige was van de versplintering van de partij in twee  kampen. Samen met andere vertegenwoordigers probeerde hij een compromis voor te stellen, maar dit werd niet aanvaard.

## Amerikaanse Burgeroorlog
Na het uitbreken van de Amerikaanse Burgeroorlog kreeg Taylor het voorstel van generaal Braxton Bragg om zijn aide-de-camp te worden zonder militaire rang of bezoldiging. Ze kenden elkaar van voor de oorlog. Bragg was onder de indruk van Taylors theoretische militaire kennis en wou hem inzetten om de Zuidelijke legers te helpen organiseren en trainen. Hoewel Taylor tegen de secessie was van de Zuidelijke Staten ging hij toch in op het voorstel van Bragg.

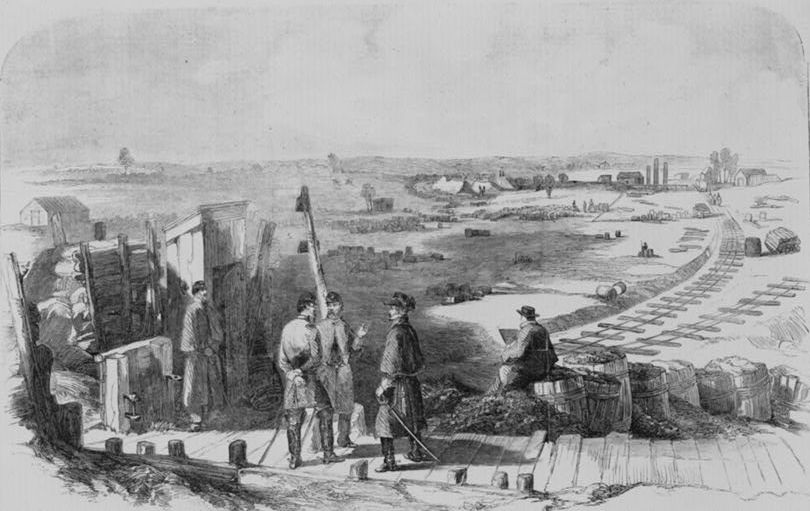
Manassas Junction, met zicht op Bull Run en Centreville, tekening van Edwin Forbes

Terwijl Taylor nieuwe rekruten aan het trainen was, kreeg hij het nieuws dat hij benoemd werd tot kolonel van het 9th Louisiana Infantry Regiment. De soldaten hadden voor hem gestemd omdat ze wisten dat Taylor connecties had met president Jefferson Davis die weduwnaar was van Taylors overleden zus. Ze hoopten om zo sneller naar het front gestuurd te worden. Op 20 juli arriveerde het regiment in Richmond waar ze bevelen kregen van de minister van Oorlog LeRoy Pope Walker. Ze werden op de trein gezet richting Manassas, maar ze arriveerden pas enkele uren nadat de Zuidelijken reeds hun overwinning hadden behaald.
Taylor werd op 21 oktober 1861 bevorderd tot brigadegeneraal. Hij kreeg het bevel over een brigade van soldaten uit Lousiana in de divisie van generaal-majoor Richard Ewell. Tijdens Jacksons veldtocht in de Shenandoahvallei in het voorjaar van 1862 werd Taylors brigade door generaal-majoor Stonewall Jackson ingezet als een snelle responseenheid die gebruikt werd voor flankaanvallen. Tijdens de Slag bij Front Royal op 23 mei, de Eerste Slag bij Winchester op 25 mei en de Slag bij Port Republic op 9 juni voerde Taylor zijn brigade aan in aanvallen op sterke Noordelijke stellingen. 
Na de overwinningen in de Shenandoahvallei werd Jacksons leger ingezet om Richmond te verdedigen tegen de Noordelijke aanvallen onder leiding van generaal-majoor George B. McClellan. Tijdens de Zevendagenslag kreeg Taylor opnieuw verschillende aanvallen te verduren van Reumatoïde artritis waardoor hij ziek in bed lag. Tijdens de Slag bij Gaines' Mill werd hij vervangen door kolonel Isaac Seymour die sneuvelde in de strijd.
Op 28 juli 1862 werd Taylor bevorderd tot generaal-majoor. Hij was de jongste generaal met deze rang in het Confederate States Army. Verschillende generaals klaagden van favoritisme. President Jefferson Davis liet een geschreven verklaring uitgaan waarin stond dat generaal-majoor Jackson de promotie had voorgesteld. Taylor werd naar Opelousas in Louisiana gestuurd om nieuwe soldaten te rekruteren in het District of Western Louisiana die deel uitmaakte van het Trans-Mississippi Department.
Tijdens de lente van 1862 hadden Noordelijke eenheden verschillende raids uitgevoerd in Louisiana waarbij ook Taylors plantage geplunderd werd. Na zijn taken als rekruteringsofficier kreeg hij het bevel van het District of West Louisiana. Toen hij daar arriveerde, had het district geen eigen troepen of voorraden. Samen met zijn twee onderbevelhebbers, brigadegeneraal Alfred Mouton en brigadegeneraal Thomas Green probeerde hij het district te herbewapenen.
Tijdens 1863 verdedigde Taylor zijn regio tegen aanvallen van de Noordelijken onder leiding van generaal-majoor Nathaniel P. Banks. Taylors Army of Western Louisiana werd tweemaal verslagen bij Fort Bisland en Irish Bend. De Noordelijken rukten ongehinderd op langs de Bayou Teche naar Alexandria en sloegen het beleg voor Port Hudson. Taylor hergroepeerde zijn leger en stelde plannen op om de Bayou Teche te heroveren, het beleg van Port Hudson te doorbreken en New Orleans opnieuw in te nemen.

### Plannen om New Orleans te heroveren
Taylor wou via de Bayou Teche de verschillende licht verdedigde Noordelijke buitenposten en bevoorradingsdepots overvallen en doorstoten naar New Orleans. Dit zou het Noordelijke leger onder Banks afsnijden van zijn aanvoerlijnen en hopelijk tot overgave dwingen. Hoewel dit plan gesmaakt werd door president Jefferson Davis en minister van oorlog James Seddon was zijn onmiddellijke superieur, luitenant-generaal Edmund Kirby Smith geen grote voorstander. Hij wou liever zijn beperkte middelen inzetten om het Beleg van Vicksburg te doorbreken. Toch kreeg Taylor groen licht. Hij vertrok met zijn leger vanuit Alexandria richting Richmond, Louisiana. Daar werd hij opgewacht door de Texas divisie onder leiding van generaal-majoor John G. Walker. Taylor gaf Walker de opdracht om de Noordelijken aan te vallen op twee locaties langs de Mississippi. Na initieel succes bij Milliken's Bend werden de Zuidelijken onder vuur genomen door kanonneerboten en moesten ze zich terugtrekken.
Taylor gaf het echter niet op en rukte verder op langs de Bayou Teche, weliswaar zonder de divisie van Walker. Taylor veroverde Brashear City die grote hoeveelheden munitie en nieuwe wapens bevatte. Hij rukte verder op tot aan de buitenwijken van New Orleans die beschermd werd door enkele onervaren eenheden onder leiding van brigadegeneraal William H. Emory. Toen Taylor het nieuws vernam dat Port Hudson gevallen was, trok hij zijn leger terug.

### Red Riverveldtocht
In 1864 kon Taylor de Noordelijke generaal-majoor Nathaniel P. Banks verslaan tijdens de Red Riverveldtocht in de slagen bij Mansfield op 8 april en Pleasant Hill op 9 april. Banks trok zich volledig terug naar de Mississippi. Tijdens deze twee veldslagen verloor Taylor zijn twee onderbevelhebbers (Alfred Mouton en Thomas Green) terwijl ze hun eenheden aanvoerden. Op 8 april werd Taylor bevorderd tot luitenant-generaal.

### Overgave
Taylor werd in het najaar van 1864 aangesteld als bevelhebber van het Department of Alabama, Mississippi and East Louisiana. Na de ondergang van het Army of Tennessee tijdens de Franklin-Nashvilleveldtocht en de Slag bij Nashville kreeg Taylor tijdelijk het commando over het leger tot verschillende eenheden naar North en South Carolina werden gestuurd om de Noordelijke opmars van generaal-majoor William T. Sherman tegen te houden. Taylor gaf zich formeel over op 4 mei 1865 aan generaal-majoor Edward Canby in Citronelle, Alabama als derde en laatste Zuidelijke strijdmacht ten oosten van de Mississippi. Hij werd drie dagen later vrijgelaten.

## Latere jaren
De oorlog had zijn huis, zijn bibliotheek en zijn suikermolen en andere infrastructuur vernietigd. Hij verhuisde met zijn gezin naar New Orleans tot aan de dood van zijn echtgenote in 1875. Tussen 1868 en 1873 was hij voorzitter van the Boston Club, een herenclub in New Orleans. Na het overlijden van zijn vrouw verhuisde hij met zijn drie dochters naar Winchester, Virginia. Hij bezocht regelmatig vrienden in Washington D.C. en New York. In 1879 verschenen zijn mémoires met de titel Destruction and Reconstruction: Personal Experiences of the Late War die door vriend en vijand positief onthaald werd.
Taylor bleef actief in de Democratische Partij. Hij drong er bij president Andrew Johnson op aan om de voormalige Zuidelijke president Jefferson Davis vrij te laten die nog zat opgesloten in Fort Monroe. Hij was een sterke tegenstander van de Reconstructieperiode. Op 12 april 1879, 18 jaar na de Aanval op Fort Sumter, overleed Taylor aan hartfalen in New York terwijl hij op bezoek was bij een oude vriend en politiek medestander Samuel L. M. Barlow. Taylor werd begraven op het Metairie Cemetery in New Orleans, Louisiana.

## Taylor en zijn familie
Richard Taylor was de enige zoon van Margaret Mackall Smith en de latere president Zachary Taylor. Zijn zus Sarah Knox Taylor huwde in 1835 met Jefferson Davis⁣, maar overleed in hetzelfde jaar na een ziekte. Zijn andere zus, Mary Elizabeth huwde in 1848 met William Wallace Smith Bliss. Zijn oom Joseph Pannell Taylor werd brigadegeneraal in het Noordelijke leger.
Richard en zijn echtgenote Marie Bringier kregen samen vijf kinderen, twee zonen (Zachary en Richard) en drie dochters (Louise, Elizabeth en Myrthe). Hun zonen stierven tijdens de Amerikaanse Burgeroorlog aan de gevolgen van Roodvonk.